# Fritz Kalkbrenner
Pour les articles homonymes, voir Kalkbrenner.
Fritz Kalkbrenner, est un DJ, chanteur et producteur de musique électronique né en 1981 à Berlin (Allemagne).
Depuis 2002, Fritz travaille en tant que journaliste culturel et musical pour des chaînes de télévision comme MDR, MTV et Deutsche Welle.
En 2008 il produit la bande originale du film Berlin Calling avec son frère Paul Kalkbrenner, dans lequel ils apparaissent tous les deux. Le morceau Sky and Sand marque sa percée dans le milieu musical.

## Biographie
Fritz Kalkbrenner a travaillé jusqu'en 2002 comme journaliste culturel et musical pour plusieurs chaînes de télévision MDR, MTV et Deutsche Welle.
En 2003, il fut invité sur le premier album Bravo de Sascha Funke comme chanteur. Il a ensuite travaillé pour les artistes suivants : Zky, Alexander Kowalski et Monika Kruse.
En 2008, il coproduit, avec son frère Paul Kalkbrenner, la BO du film de Berlin Calling dans lequel les deux frères ont participé en tant qu'acteurs.
En 2010 sort le premier album de Fritz : Here Today Gone Tomorrow sur le label Suol.

## Filmographie
- Berlin Calling, de Hannes Stöhr (2008)